# Кръстьо Алексов
Кръстьо Алексов Лековски, известен като Дебърски, е български революционер, войвода на Вътрешната македоно-одринска революционна организация.

## Биография
Алексов е роден в 1877 година в дебърското село Ърбеле, тогава в Османската империя, днес в Албания. Емигрира в България и от 1898 до пролетта на 1902 година живее в Русе. Членува в местното стрелково дружество.
Заминава за Македония и става четник при Янаки Янев. От 1906 година е самостоятелен околийски районен войвода на организацията в Дебърско и Кичевско с чета от 8 души. Другият районен войвода в Кичевско е Павел Наумов, а техни помощници са Наум Илиев от Битоля, Ефтим Божинов и Дончо Тодоров.
В 1908 година като дебърски околийски войвода е посрещнат тържествено в Дебър при обявяването на Младотурската революция.
В 1909 година се лекува в София, след което се връща в Македония. На 14 октомври 1909 година се венчава в Кичево за Неда Арсова. Умира след 1918 г.